# Anna Camp
Anna Ragsdale Camp (Aiken, Carolina del Sur, 27 de septiembre de 1982) es una actriz estadounidense de televisión. Se dio a conocer en 2008 por su papel de Jill Mason en el renacimiento de Broadway de Equus, y por su papel de Sarah Newlin en la serie de televisión True Blood emitida por el canal HBO.

## Carrera
Anna Camp encarnó a Jill Mason en el 2008 en Broadway el renacimiento de Equus, protagonizada por Daniel Radcliffe como Alan Strang. Anna Camp habló sobre su papel, dijo: "Lo tuve que pensar mucho, ni siquiera sabía si aceptaría el papel, debido a las altas escenas de desnudez, pero sólo se vive una vez. Hay que arriesgarse, eso te hará mejor persona y actriz".
Apareció en Reinventing the Wheelers en 2007, un episodio piloto de televisión que finalmente retiró la ABC. En 2008 tuvo un papel en el episodio piloto de la comedia dramática de televisión Cashmere Mafia. También obtuvo un papel estelar como Sarah Newlin en la segunda temporada de la serie de la HBO True Blood. Anna Camp reveló en una entrevista que se presentó a la audición para el papel de Sookie Stackhouse.
Ha hecho apariciones especiales en The Office (2009), Glee (2009), Numb3rs (2010), Covert Affairs (2010) , Mad Men (2010) y "Pitch Perfect" en 2012.
Recientemente firmó para protagonizar el estreno de Zach Braff en el Second Stage Theatre. Comenzó en 28 de junio y se prolongó hasta mediados de agosto. Justin Bartha, David Wilson, Barnes y Krysten Ritter fueron las coestrellas en esta producción bajo la dirección de Peter DuBois.

## Vida personal
Creció en Columbia, Carolina del Sur; asistió a la Escuela Primaria Meadowfield y la Escuela Superior Dreher. Se graduó en la Universidad de Carolina del Norte, la Escuela de las Artes con una Licenciatura en Bellas Artes en el año 2004. Poco después se trasladó a Nueva York.
Se comprometió con el actor Michael Mosley en septiembre de 2008, y finalmente se casaron a principios de 2010. Se divorciaron en 2013, y después de acabar con la grabación de “Pitch Perfect “ (Notas Perfectas en México, Ritmo Perfecto en Hispanoamérica, y Dando la Nota en España) comenzó una relación con Skylar Astin desde 2013. Ellos se casaron el 10 de septiembre de 2016 y se divorciaron en 2019.

## Filmografía
| Películas  | Películas                 | Películas          | Películas                                       |
| Año        | Película                  | Papel              | Notas                                           |
| ---------- | ------------------------- | ------------------ | ----------------------------------------------- |
| 2007       | And Then Came Love        | Kikki              |                                                 |
| 2008       | Pretty Bird               | Becca French       |                                                 |
| 2008       | Just Make Believe         | Kristin            |                                                 |
| 2009       | 8 Easy Steps              | Laura              |                                                 |
| 2010       | Bottleworld               | Chrissy            |                                                 |
| 2010       | Forgetting the Girl       | Adrienne Gilcrest  |                                                 |
| 2011       | The Help                  | Jolene French      |                                                 |
| 2012       | Pitch Perfect             | Aubrey Posen       |                                                 |
| 2016       | 1 Night                   | Elizabeth          | Protagonista                                    |
| 2015       | Pitch Perfect 2           | Aubrey Posen       |                                                 |
| 2017       | Pitch Perfect 3           | Aubrey Posen       |                                                 |
| Televisión |                           |                    |                                                 |
| Año        | Título                    | Papel              | Notas                                           |
| 2007       | Reinventing the Wheelers  | Meg Wheeler        | Capítulo piloto                                 |
| 2008       | Cashmere Mafia            | Brooke Adaire      | Episodio: "Piloto"                              |
| 2009-2014  | True Blood                | Sarah Newlin       | 24 episodios                                    |
| 2009       | The Office                | Penny              | Episodio: "Niagara"                             |
| 2009       | Glee                      | Candace Dystra     | Episodio: "Seccionales"                         |
| 2010       | Numb3rs                   | Siouxsie Dark      | Episodio: "Devil Girl"                          |
| 2010       | Covert Affairs            | Ashley Briggs      | Episodio: "Houses of the Holy"                  |
| 2010       | Mad Men                   | Bethany Van Nuys   | 3 episodios                                     |
| 2011-2016  | The Good Wife             | Caitlin            | 9 episodios                                     |
| 2013       | How I Met Your Mother     | Cassie             | 2 episodios: "Knight Vision" y "The lighthouse" |
| 2012-2013  | The Mindy Project         | Gwen Grandy        | 13 episodios                                    |
| 2016       | Unbreakable Kimmy Schmidt | Deidre Robespierre | 2ª temporada                                    |
| 2024       | Hysteria!                 | Tracy Whitehead    | 1ª temporada                                    |
| 2025       | You                       | Reagan and Maddie  | 5ª temporada                                    |

1. ↑  «Televisionary: Blonde Ambition: Televisionary Talks to Anna Camp of HBO's "True Blood"». web.archive.org. 27 de julio de 2010. Archivado desde el original el 27 de julio de 2010. Consultado el 29 de noviembre de 2022.
2. ↑  Staff, Us Weekly (2 de mayo de 2013). «Pitch Perfect's Anna Camp and Actor Michael Mosley Are Getting Divorced». Us Weekly (en inglés estadounidense). Consultado el 29 de noviembre de 2022.
3. ↑  Crabtree, Erin (20 de abril de 2019). «Anna Camp Files for Divorce From Skylar Astin». Us Weekly (en inglés estadounidense). Consultado el 29 de noviembre de 2022.